# Moi University
Die Moi University ist eine Universität in Kenia mit Hauptsitz in der Stadt Eldoret. Ihr Schwerpunkt liegt auf Naturwissenschaften und Technik.

## Geschichte
Die Universität wurde 1984 als zweitälteste staatliche Universität des Landes nach der University of Nairobi gegründet, während der Amtszeit des zweiten Staatspräsidenten Kenias, Daniel arap Moi, dessen Namen sie trägt. Im ersten Jahr bestand sie lediglich aus dem aus der University of Nairobi ausgegliederten Fachbereich Forstwesen mit 83 Studenten. 1996 eröffnete an der Moi University, als zweite Einrichtung dieser Art in Kenia, die School of Medicine.
Bei einem von der somalischen al-Shabaab-Miliz verübten Anschlag auf das Garissa University College im April 2015 starben rund 150 Menschen.

## Überblick
Heute (2015) ist die Universität auf acht Campus verteilt und besteht aus zwei konstituierenden Colleges. 2007 lag die Studierendenzahl bei über 20.000. Geleitet wird sie von Chancellor Miriam Were (seit 19. September 2013) und Vice-Chancellor (Rektor) Richard K. Mibey (seit September 2006).

## Einrichtungen
Die Universität gliedert sich in folgende Schulen:
- School of Aerospace Science
- School of Arts and Social Sciences
- School of Biological and Physical Sciences
- School of Business and Economics
- School of Education
- School of Engineering
- College of Health Sciences
  - School of Dentistry
  - School of Medicine
  - School of Nursing
  - School of Public Health
- School of Human Resource Development
- School of Information Sciences
- School of Law
- School of Tourism Hospitality and Events Management

Institute sind:
- Institute for Gender Equity, Research and Development
- Peace and Reconciliation Institute

Campus:
- Hauptcampus[8]
- Eldoret West Campus (0° 17′ 0,2″ N, 35° 17′ 42,1″ O)
  - Privat finanzierte Bildungsprogramme  (Privately Sponsored Students Programme, PSSP)
- Odera Akang'o Campus in Yala
- Stadtcampus:
  - College of Health Sciences Medical Complex
  - School of Aerospace Sciences (besteht seit 2009, angesiedelt auf dem Gelände der Rivatex East Africa Ltd., einem Textilunternehmen in Besitz der Universität)
  - School of Law (Annex)

Angegliederte Nebencampus:
- Alupe Campus
- Kericho Campus
- Kitale Campus
- Nairobi Campus

Konstituierende Colleges:
- Garissa University College
- Rongo University College

Ehemalige Colleges: 1990 wurde eine in Eldoret bestehende Lehrerbildungsanstalt (Moi Teachers Training College) zunächst als Chepkoilel Campus in die Moi University eingegliedert, im August 2010 zum konstituierenden Chepkoilel College aufgewertet, im März 2013 jedoch als University of Eldoret selbstständig. Der 2007 errichtete Central Kenya Campus der Moi University in Karatina wurde 2010 zum Karatina College erhoben und 2013 als Karatina University eigenständig. Das ehemalige Narok College der Moi University in Narok wurde gleichfalls 2013 unter dem Namen Maasai Mara University selbständig. Das ursprüngliche Western College of Arts and Applied Sciences (Weco) in Kakamega, später ein College der Moi University, ist heute unter der Bezeichnung Masinde Muliro University of Science and Technology (Mmust) ausgegliedert. Auch die 2001 formierte Maseno University im Township Maseno war zuvor ab 1991 ein College der Moi University. Aus dem Kabianga Farmers Training Centre wurde 2007 der Kabianga Campus der Moi University, 2009 aufgewertet zum College und seit 2013 rechtlich unabhängig als University of Kabianga.
Sonstige Einrichtungen:
- Bibliothek: Margaret Thatcher Library
- Gottesdienste: Grace Chapel, St. Michael’s Chapel
- Sportstätten: Rugby, Feldhockey, Tennis, Volleyball, Fitnesscenter
- Konfuzius-Institut (seit 2015)